# Trachyoribates viktortsoii
Trachyoribates viktortsoii — вид ґрунтових саркоптиформних кліщів родини Haplozetidae. Описаний у 2019 році.

## Назва
Вид названо на честь радянського рок-музиканта Віктора Цоя (1962—1990).

## Поширення
Ендемік Малайзії. Мешкає у зоні тропічних дощових лісів. Живе у лісовій підстилці.

## Опис
Дрібний кліщ, завдовжки 0,232-0,398 мм. Тіло округлої формою тіла. Основне забарвлення тіла від світло-коричневого до червонувато-коричневого. Рострум округлий. Ботридіальна щетина довга, булавоподібна. Ботридіум з латеральним зубцем. Претарзус ніг з трьома кігтиками. Вертлюг третьої пари ніг з однією щетинкою. Trachyoribates viktortsoii морфологічно подібний з таксоном Trachyoribates annobonicus Pérez-Íñigo, 1981 (Африка) за такими ознаками як наявність довгих інтерламеллярних щетинок і тричленистих ніг, але відрізняється від останнього повністю сітчастою поверхнею тіла (продорзум, нотогастер і вентер дрібно сітчасті), п'ятьма парами генітальних щетинок і 11 парами нотогастральних setal alveoli.